# Селце (Ленарт)
Селце (словен. Selce) је насељено место у општини Ленарт, Подравска регија, Словенија.

## Историја
До територијалне реорганизације у Словенији биле су у саставу старе општине Ленарт.

## Становништво
У попису становништва из 2011. године, Селце су имале 359 становника.
| Број становника према пописима | Број становника према пописима | Број становника према пописима |
| ------------------------------ | ------------------------------ | ------------------------------ |
| 1991                           | 2002                           | 2011                           |
| 376                            | 370                            | 359                            |